# حكم الجدارة

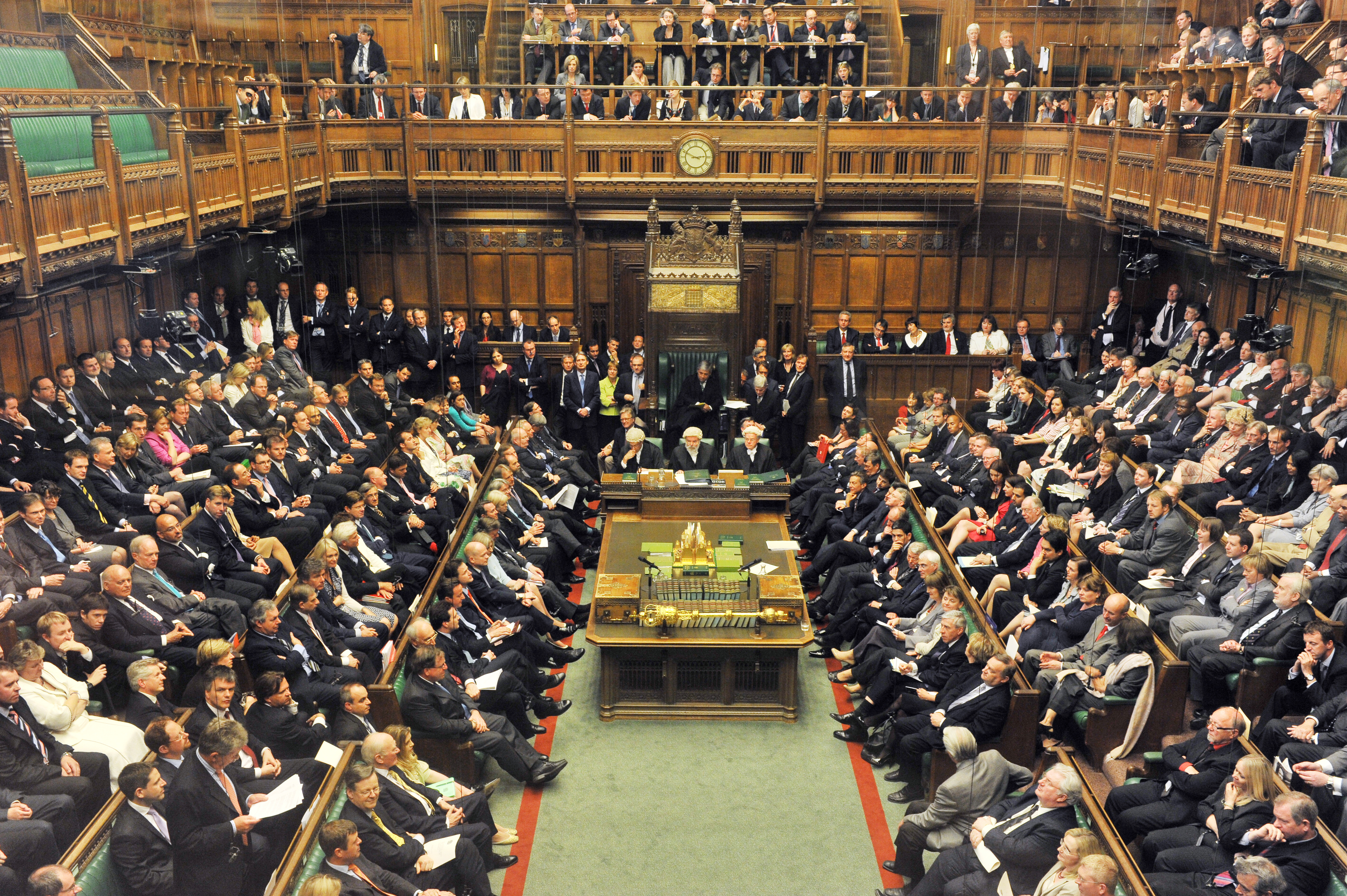

حكم الجدارة أو مجتمع الجدارة أو حكم الأخيار أو ميريتوقراطية (بالإنجليزية: Meritocracy)‏ هو نظام سياسي تُسنَد فيه السلعُ الاقتصادية و/أو السلطة السياسية إلى الأفراد على أساس الكفاءة، والجهد المبذول، والإنجازات المتحقّقة، بدلاً من اعتبارات الثروة أو الطبقة الاجتماعية. يقوم مبدأ التقدم في هذا النظام على مقدار الفاعليّة، التي تُقاس بالإخضاع للاختبار أو من خلال تقييم الإنجازات التي تحقّقت. بالرغم من أنّ الجدارة كمفهومٍ وُجِدَ منذ قرون، إلا أن المصطلح نفسَه لم يظهر إلا على يدِ عالم الاجتماع مايكل دانلوب يونج في العام 1958 في مقاله الساخر بعنوان: «صعود حُكم الجدارة».

## التعريفات

### التعريفات المبكّرة
تتجلّى أبرز تعريفات حُكم الجدارة بتحديدها ماهيّة الجدارة على أساس اختبار الكفاءة، والمقدرة. وغالباً ما يتمّ ذلك عن طريق اعتماد فحص نسبة الذكاء أو غيرها من اختبارات الإنجاز المعياريّة. تُشير الميرتوقراطية في الدوائر الحكوميّة والمؤسسات الإدارية إلى نظامٍ يرتبطُ فيه التقدّم بالاستحقاقات، كالأداء، والذكاء، والمؤهّلات، والمستوى التعليمي، والتي تُقاسُ عادةً بإخضاعها للتقييم والاختبارات.
في معناها الأشمل، تُشير الميرتوقراطية إلى أيّ نوعٍ مِن أنواع التقييمات المبنيّة على الإنجاز المتحقّق.
ليس ثمّة إجماع بين مناصري الميرتوقراطيّة على ماهيّة الجدارة أو الاستحقاق، ولكنّهم يميلون إلى الاتفاق على أنّ الجدارة هي المُحدّد الرئيسي في عمليّة التقييم. لهذا السبب، فقد يتّسع نطاقُ الجدارة ليشملَ ليس فقط الذكاء والمستوى التعليمي، بل مزايا مثل المهارات الجسدية وأخلاقيّات العمل. بناءً على ما تقّدم، قد تعتمد الجدارة على الشخصية الأخلاقية أو القدرات الكامنة مثل الذكاء.

### تعريفات معاصرة
يُنظر إلى الشهادة الجامعية في وقتنا الحالي على أنّها أكثر أنظمة تقييم الجدارة شيوعاً. ومع هذا، تُعتَبرُ برامج الدراسات العُليا أنظمة تقييم جدارةٍ قاصرة بسبب غياب المعايير الدوليّة للتقييم، وغياب الحقول الأخرى (لا تندرج هنا جميع المِهن والوظائف)، وانعدام إمكانية الوصول إلى هذه البرامج (لا يحظى بعض الأفراد الموهوبين بالفرصة للالتحاق بالدراسات العليا نظراً لتكاليفها الباهظة، وخصوصاً في البلدان النامية).

## التاريخ

### العصور القديمة: الصين
ثمة إجماع علمي على أنّ أوّل حالات الميرتوقراطية القائمة على اختبارات الخدمة المدنيّة وُجدت في الصين القديمة. يعود تاريخ المفهوم إلى القرن السادس قبل الميلاد على أقل التقديرات، عندما نشره الفيلسوف الصيني كونفوشيوس، الذي «اخترع فكرة أنه على الحاكمين أن يقوموا بذلك وفقاً للجدارة، وليس بسبب المكانة الموروثة. وأدى هذا إلى إجراء اختبارات الإمبراطورية لكفاءة الخدمة المدنية ليضمّ النظام الإداري حصراً أولئك الذين ينجحون في اجتياز تلك الاختبارات».

### القرن السابع عشر: وصول المفهوم إلى أوروبا
جاء مفهوم الميرتوقراطية من الصين إلى الهند البريطانية خلال القرن السابع عشر، ومنها إلى أوروبا والولايات المتحدة الأمريكية. أدّت ترجمة النصوص الكونوفشيّة خلال عصر الأنوار إلى تعريف المثقفين الغربيين بالمفهوم، والذين اعتبروه بديلاً عن النظام القديم في أوروبا. أشادَ كلٌّ مِن فولتير وفرانسوا كيناي بالمفهوم في كتاباتهم، بل بلغت الحماسة بفولتير للقول إنّ الصينيّين «وصلوا بالعلوم الأخلاقية إلى درجة الكمال». ودعا كيناي إلى إنشاء أنظمةٍ سياسية واقتصادية تتخذ من النموذج الصيني مثالاً.
كانت أوّل دولة أوروبية تضع مفهوم الجدارة في حيّز التطبيق الناجح للخدمة المدنيّة هي الإمبراطورية البريطانية، في إدارتها للهند: «وظّف مديرو الشركات الموظّفين ومنحوهم الترقيات بناءً على اختبارات تنافسيّة لمنع وقوع حوادث الفساد والمحاباة».
ساهم الإداريّون في السلطة الاستعماريّة البريطانيّة في نشرِ مفهوم الميرتوقراطية في باقي دول الكومنولث البريطاني.
كان الفيلسوف البريطاني جون ستيوارت ميل من أشدّ المدافعين حماسةً عن نظام الميرتوقراطية، ودعا إلى أنْ يُمنَح أصحاب الشهادات أصواتاً أكثر في عمليات الانتخاب.

### القرن التاسع عشر
لجأت الولايات المتحدة الأمريكية إلى تطبيق نظام الجدارة محتذيةً بمثال بريطانيا التي سبق لها تطبيقه بنجاح. ولوضع القانون في حيّز التنفيذ، أُنشأت هيئة الخدمة المدنية الأمريكية.
في نظام الجدارة الأمريكي المعاصر، يُسمح للرئيس بمنح عددٍ محدودٍ من الوظائف، وجميعها تخضع لمراجعة مجلس الشيوخ الأمريكي.
بدأت أستراليا بإنشاء الجامعات الحكومية في خمسينيات القرن التاسع عشر بهدف تعزيز نظام الجدارة من خلال تقديم التدريب المتقدّم والشهادات المعتمدة. في البداية كان النظام موجّهاً ليلبّي احتياجات الذكور في الطبقات الوسطى القاطنين في المدن، والذين ينتمون لأصولٍ دينية واجتماعية مختلفة. توسّع النظام فيما بعد ليشمل جميع الخريجين من النظام المدرسي، من ذوي الخلفيات الريفية والحضريّة، وليشمل النساء والأقليات بعد ذلك. سعت الطبقات الوسطى والعاملة لتعزيز نظام الجدارة المثالي من خلال التزامٍ متينٍ بحسّ الرِفقة والمساواة السياسية.

### القرن العشرين إلى اليوم
تسمّي سنغافورة نظام الجدارة كأحد المبادئ الأساسية التي تلتزمُ بها في عملية صنع القرار السياسي الوطني، منوّهة إلى أهميّة الكفاءات الأكاديمية كمعيارٍ موضوعي لقياس الجدارة.
لم يسلم هذا التوجّه من أصوات النقد التي ارتفعت متّهمةً إياه بالتسبّب في شرخ المجتمعِ بشكلٍ مطّرد، بخلقه نخبةً تمثّل شريحةً صغيرةٍ فقط من المجتمع.
ضمن وزارة العمل الإكوادوريّة، أُسّس المعهد الإكوادوري للميرتوقراطية بدعمٍ وتوجيهٍ فنيّ مِن الحكومة السنغافورية.

## الانتقادات
في البداية أُطلق مصطلح الميرتوقراطية ليعبّر سلباً عن المفهوم. تتمحورُ أولى الانتقادات الجوهرية للميرتوقراطية حول ضبابيّة تعريف الجدارة. فماهيّة الجدارة قد تختلف وفقاً للآراء التي تُعتمد في تحديد المهمّ وما يجب أن يحظى بالتقدير، ما يطرح التساؤل بخصوص طبيعة الجدارة الأهمّ. بكلامٍ آخر، ما هو المعيار «الأفضل»؟ بما أنّ الفاعليّة المفترضة لنظام الجدارة تبني الكفاءة المفترضة على المسؤولين المطلعين بالنظام ككلّ، فلا يمكن لمعايير الجدارة أن تكون عشوائية، بل يجدر بها أن تكون مرآةً للكفاءات اللازمة لأدوار هؤلاء المسؤولين منذ البداية وقبل كلّ شيء.
ثمة انتقادٌ آخر يتعلّق بموثوقيّة المرجعيّة والنظام الذي يُتحاكم إليه لتقييم جدارة كلّ فرد. فهكذا نظام يجب أن يكون موثوقاً لضمان تقييم دقيقٍ لجدارة الأشخاص وإمكانياتهم الكامنة.

تعرض الاختبار المعياري -والذي يعكس عملية تقسيم الجدارة- لانتقادات لكونه صارمًا وعاجزًا عن إجراء تقييم دقيق الخصائص والإمكانيات المتعددة لدى الطلاب. علّق عالم التربية بيل آيرز على القيود التي تكبّل الاختبارات المعياريّة بقوله:
«لا تتمكن الاختبارات المعيارية من قياس حسّ المبادرة أو الإبداع أو الخيال أو التفكير الاستدلالي أو الفضول أو الجهد المبذول أو المفارقة أو التقدير أو الالتزام أو ظِلال المعنى أو النيّة الحسنة أو المهارات المنفصلة أو التأمّل الأخلاقي، أو غيرها العديد من الخصائص والميول القيّمة. يقتصر تقييمهم على قياس المهارات المنفصلة، وبعض الوظائف والحقائق المحدّدة والمعرفة بالمحتوى العلمي وغيرها من أقلّ جوانب التعليم أهميةً وإثارةً للاهتمام».
في حالة الجدارة التي يقيسها ويقيّمها الأساتذة متصلّبو الآراء، رغم أفضليّة هكذا تقييم على الاختبارات المعيارية التي لا تستطيع من قياس الخصائص القيّمة، فهكذا قياسٌ غيرُ موثوق بسبب الطيف الواسع من الآراء والاستبصارات والتحيّزات والمعايير المختلفة لدى كلّ مقيّم.
إذا كان نظام التقييم فاسداً، فلن تنتج عنه سوى قرارات فاسدة، مغلوطة، وغير شفّافة بخصوص الشخص ذي الاستحقاق الأعلى.
ويختصّ انتقادٌ آخر لنظام الجدارة بمبدأ انعدام الكفاءة أو «مبدأ بيتر». في المجتمع المحكوم ميرتوقراطياً (وفقاً لمبدأ الجدارة)، مع ترقّي الأشخاص في الهرميّة الاجتماعية بناءً على جدارتهم المثبتة، يصلون في نهاية المطاف إلى مستوىً معيّن، يتجمّدون فيه ويصعب عليهم فيه أداء وظائفهم بكفاءة ناجزة؛ ما حصل هو أنّهم ترقّوا ثمّ وصلوا إلى درجة انعدام الكفاءة.
يؤثّر هذا الأمر على فاعلية نظام الجدارة ككلّ، والذي يُفترَض أنّه يستمدّ فائدته العمليّة الجوهريّة من كفاءة أولئك الذين يسيّرون المجتمع.